# Cerdido

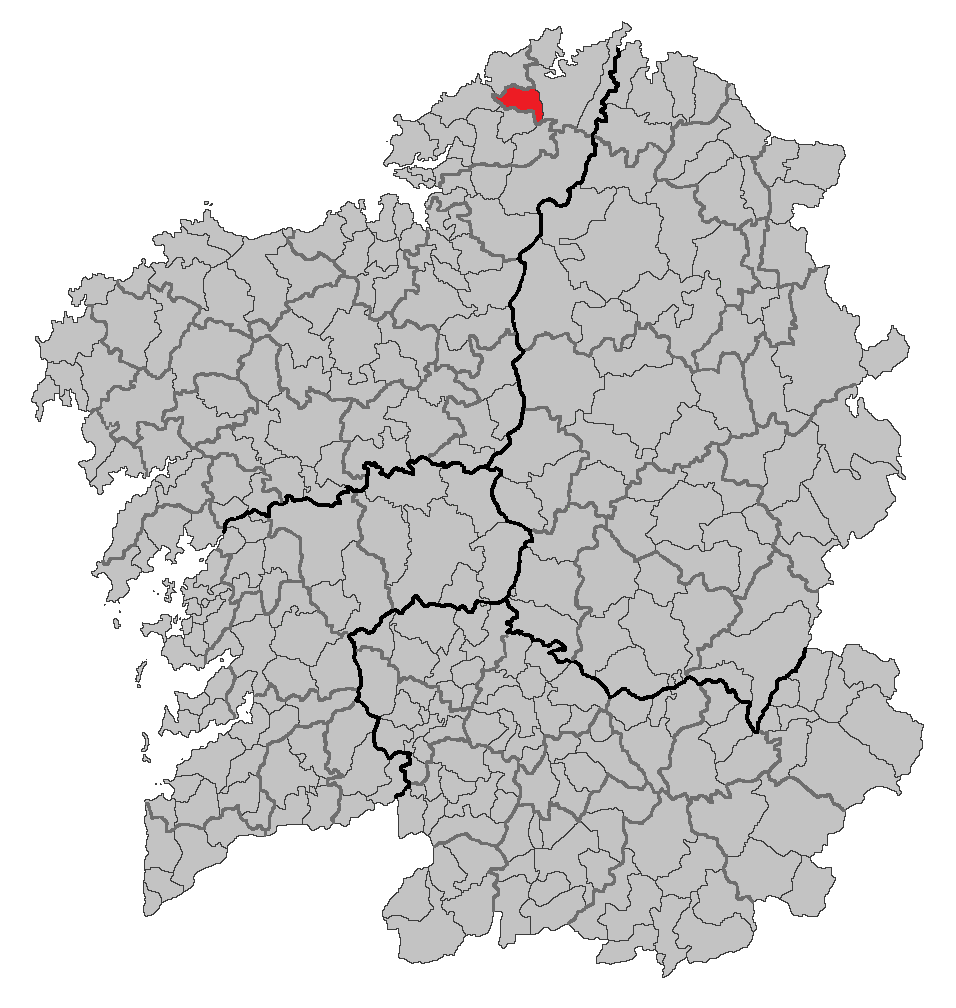
Localização de Cerdido

Cerdido é um município da Espanha na província 
da Corunha, 
comunidade autónoma da Galiza, de área 94 km² com 
população de 1439 habitantes (2007) e densidade populacional de 29,37 hab/km².

## Demografia
| Variação demográfica do município entre 1991 e 2004 | Variação demográfica do município entre 1991 e 2004 | Variação demográfica do município entre 1991 e 2004 | Variação demográfica do município entre 1991 e 2004 |
| --------------------------------------------------- | --------------------------------------------------- | --------------------------------------------------- | --------------------------------------------------- |
| 1991                                                | 1996                                                | 2001                                                | 2004                                                |
| 1908                                                | 1768                                                | 1568                                                | 1558                                                |